# Station Svenstrup
Station Svenstrup is een station in Svenstrup in de Deense gemeente Aalborg. Het ligt aan de lijn Århus - Aalborg. Svenstrup sloot in 1972 maar werd in 2003 weer geopend in het kader van de invoering van een nieuwe treindienst rond Aalborg: Aalborg Nærbane.
In het verleden liep er ook nog een zijlijn van Svenstrup naar Hvalpsund. Deze werd echter al in 1969 gesloten.